# Né à Jérusalem (et toujours vivant)
Pour plus de détails, voir Fiche technique et Distribution.
Né à Jérusalem (et toujours vivant) est un film israélien réalisé par Yossi Atia et David Ofek, sorti en 2019.

## Fiche technique
Sauf indication contraire, les informations mentionnées dans cette section peuvent être confirmées par les bases de données cinématographiques IMDb et Allociné,  présentes dans la section « Liens externes ».
- Titre en anglais : Born in jerusalem and still alive
- Titre français  : Né à Jérusalem (et toujours vivant)
- Réalisation : Yossi Atia et David Ofek
- Photographie : Shai Goldman, Dror Landinger
- Monteur : Noit Geva
- Pays d'origine :  Israël
- Langue originale : hébreu, anglais
- Genres : comédie
- Durée : 83 minutes
- Dates de sortie :
  - Israël : 2019
  - France : 22 juillet 2020[1]

## Distribution
Sauf indication contraire, les informations mentionnées dans cette section peuvent être confirmées par les bases de données cinématographiques IMDb et Allociné,  présentes dans la section « Liens externes ».
- Yossi Atia : Ronen Matalon
- Lihi Kornowski : Asia Mulan
- Itamar Rose : Simon Harris
- Anna Sgan-Cohen : Tamara Kraus
- Alik Shimonov : Meir Matalon
- Nachshon Taishi Tanaka : Shochai
- Raj Vitthalpura : Raj